# Liggende vetmuur
Liggende vetmuur (Sagina procumbens) is een groenblijvende, vaste plant die behoort tot de anjerfamilie (Caryophyllaceae). 
De soort staat op de Nederlandse Rode lijst van planten als algemeen voorkomend en stabiel of toegenomen. De plant komt van nature voor in Eurazië en Noord-Afrika en is vandaaruit over de gehele wereld verspreid. Liggende vetmuur lijkt op sierlijke vetmuur, maar is iets kleiner en heeft meerdere bloemen in de oksels van de bovenste bladeren. Ook heeft liggende vetmuur meestal vier, soms vijf kroon- en kelkbladeren in plaats van de altijd vijf bij sierlijke vetmuur. Liggend vetmuur kan betreden goed verdragen en komt daardoor vaak voor tussen straatstenen. Het aantal chromosomen is 2n = 22.
De op mos lijkende plant wordt 2-5 cm hoog, vormt een penwortel en is zodevormend doordat de liggende stengels wortelen. Jonge planten vormen eerst een bladrozet, waaruit spoedig vertakte, bebladerde, liggende aan het eind opstijgende stengels gevormd worden. De stengels kunnen tot 20 cm lang worden. De tegenoverelkaar staande stengelbladeren zijn lijnvormig en kort stekelpuntig. De vaak iets vlezige bladeren zijn 5-15 mm lang.
Liggende vetmuur bloeit van mei tot in september met witte, 5 mm grote bloemen. Per stengel komen twee of meer bloemen op lange bloemstelen, ontspringend uit een bladoksel, voor. De bloemstengel is na de bloei haakvormig gekromd, maar later weer rechtopstaand. De meestal vier, soms vijf kroonbladeren zijn kleiner dan de kelkbladeren en vallen spoedig af of ontbreken zelfs. De breed-elliptische tot rondachtige kelkbladeren zijn tot 2 mm lang en hebben een vliezige, witte rand. De bloem heeft vier, soms acht meeldraden.
De vrucht is een eivormige vier- tot vijfkleppige doosvrucht. De kleverige, matbruine, driehoekige zaden zijn 0,3-0,4 mm groot.

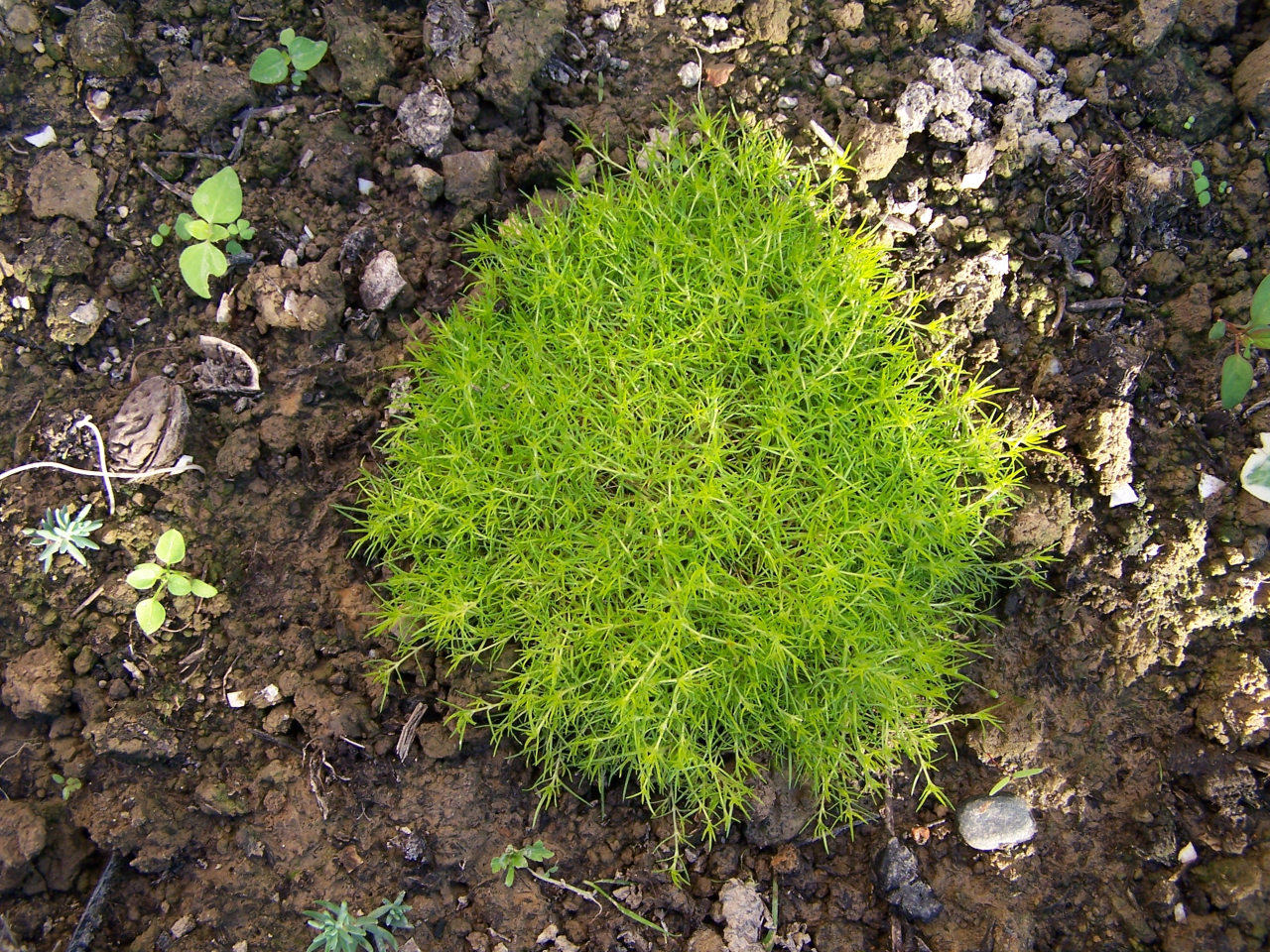
Zodevormende plant
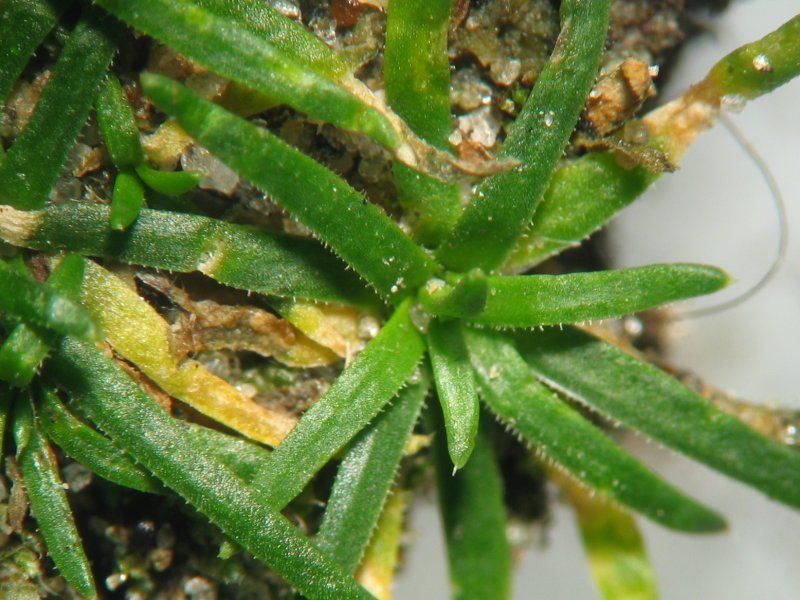
Bladrozetten van jonge planten
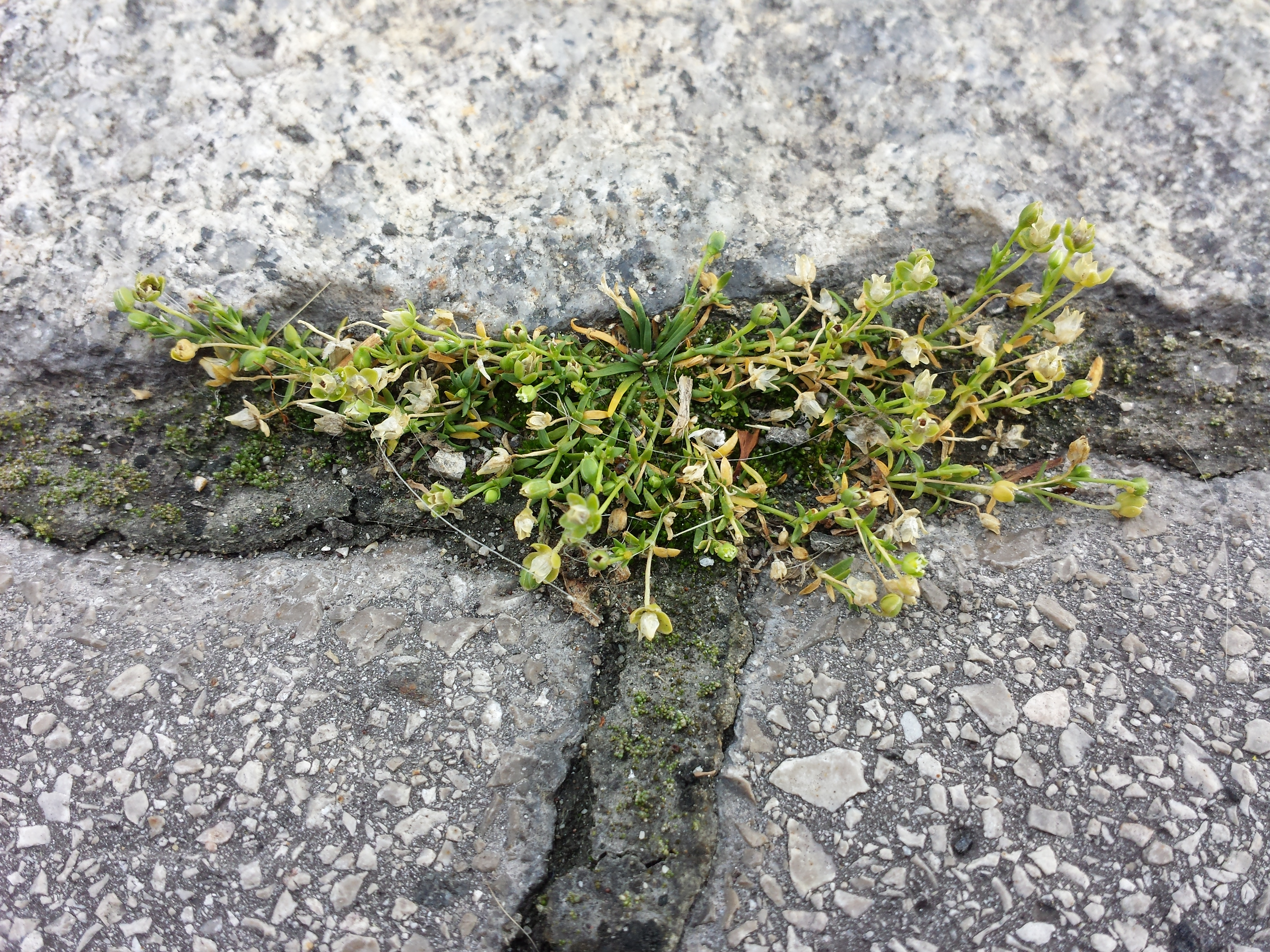
Bloeiende plant
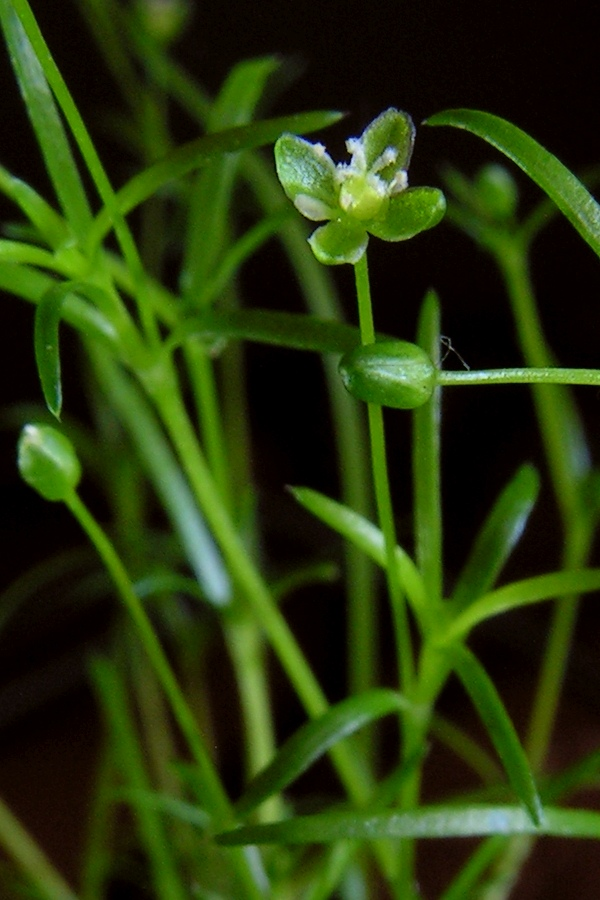
Bloem
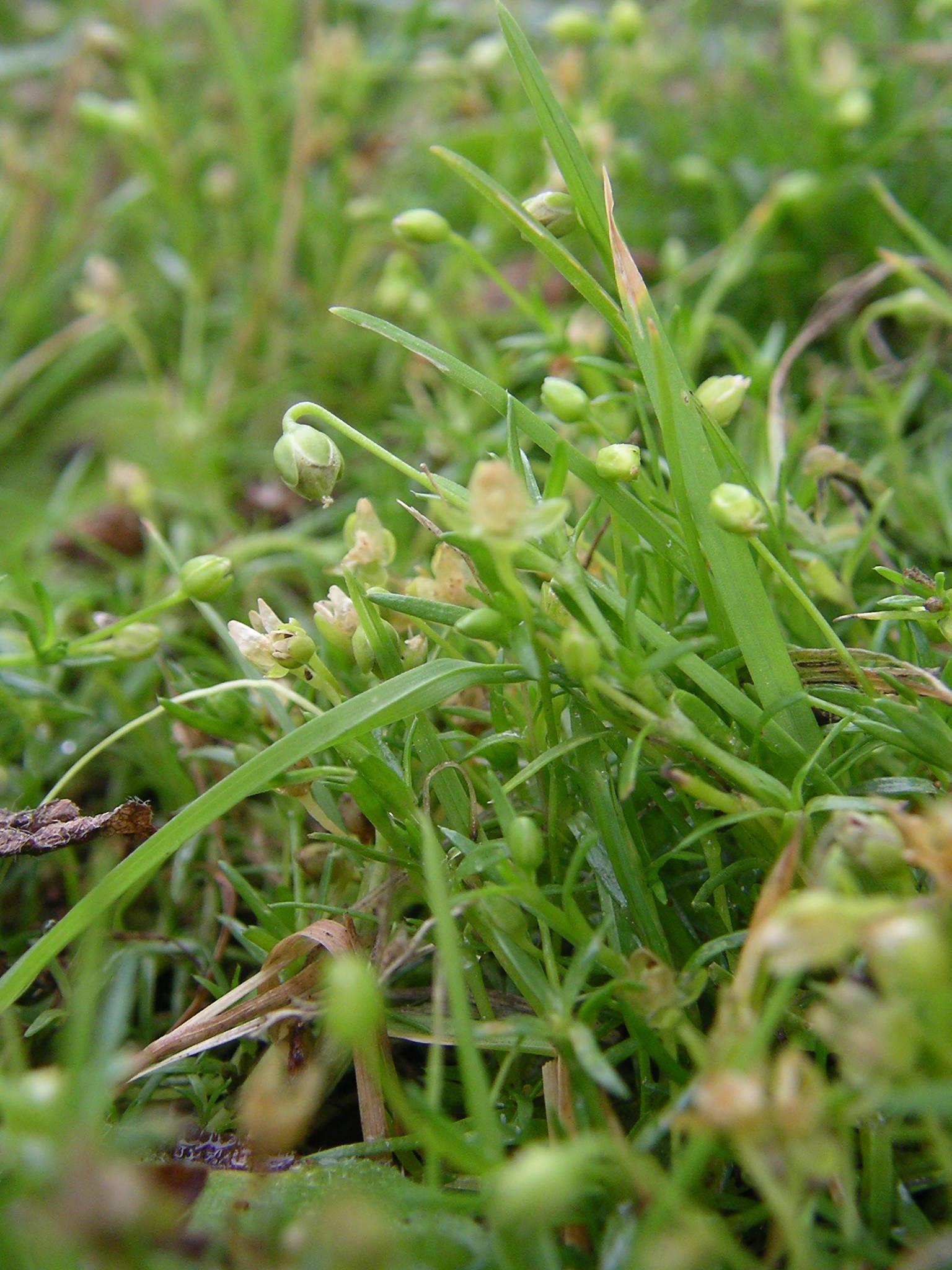
Vrucht
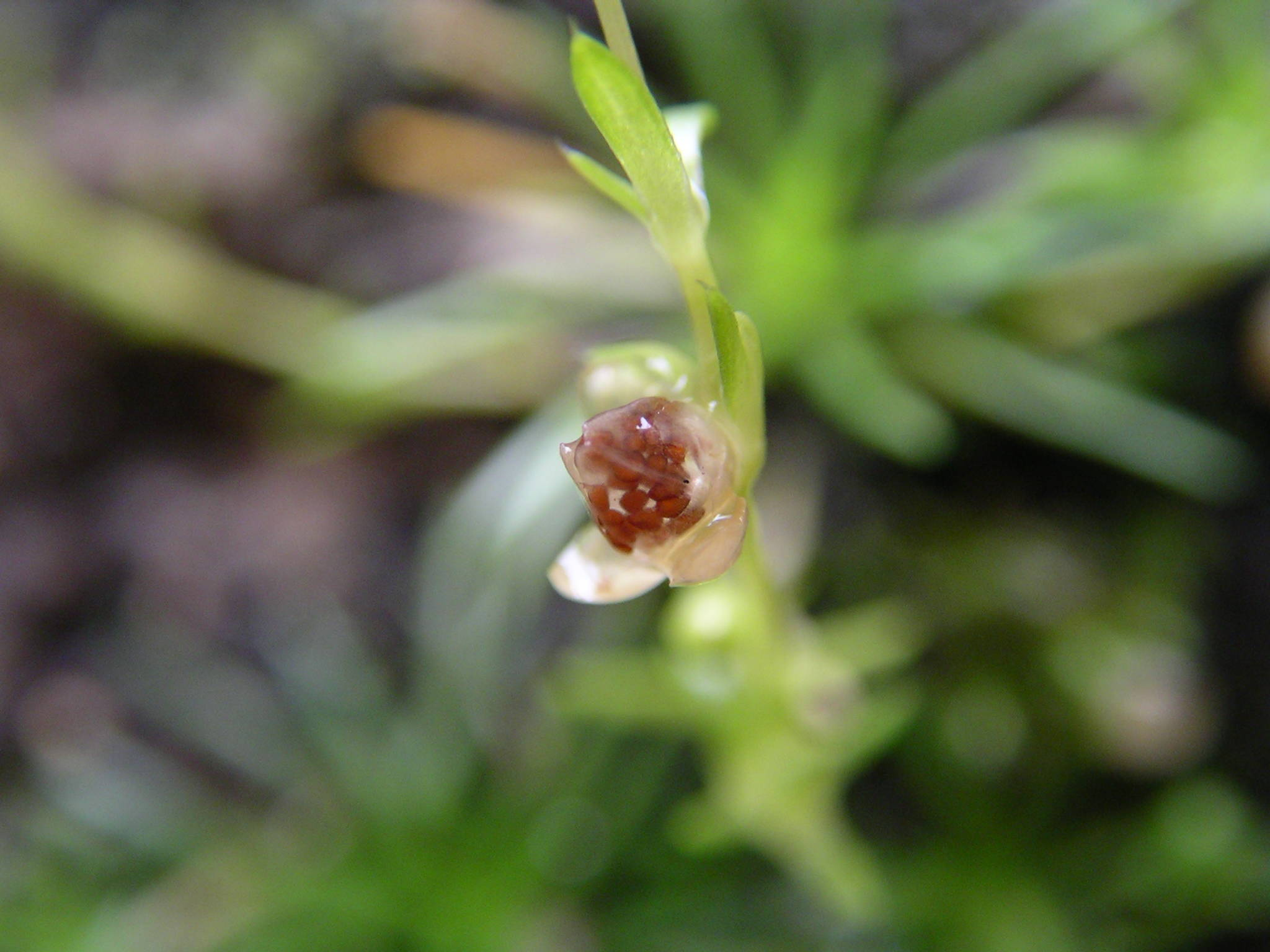
Vrucht
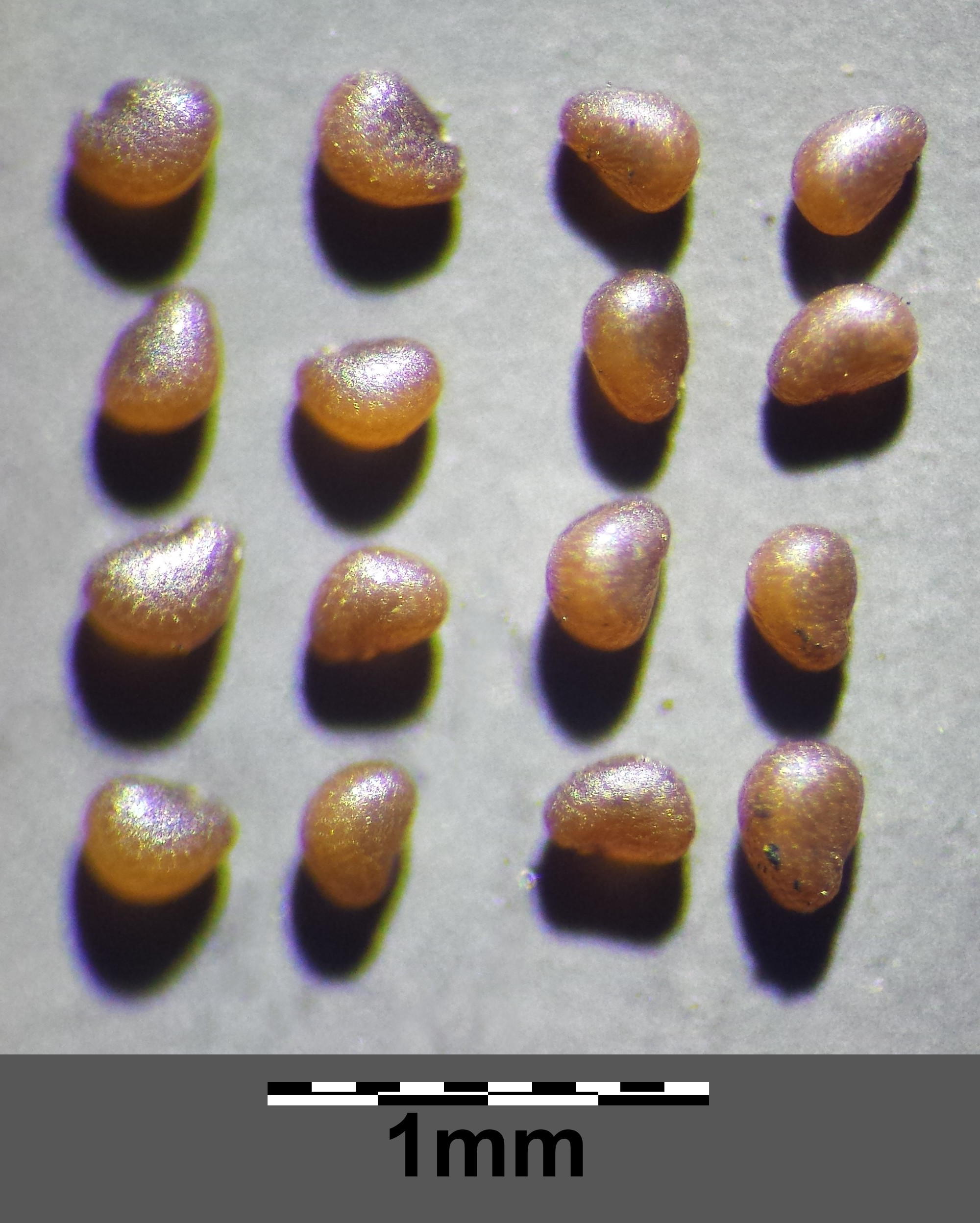
Zaden
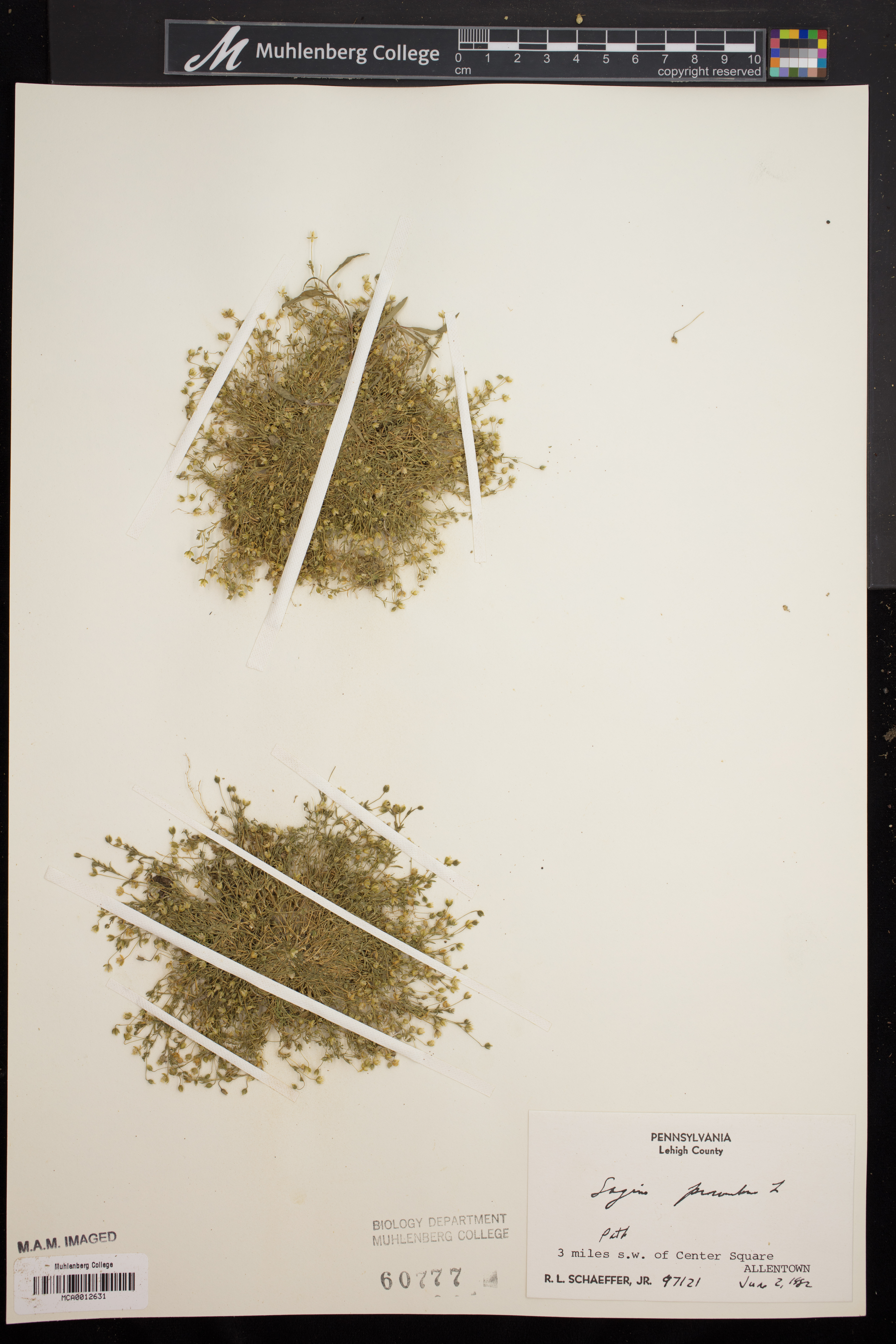
Herbarium

De plant komt voor op voedselrijke plaatsen tussen straatstenen, op muren en in vaak belopen bermen.

## Plantensociologie
Liggende vetmuur is een kensoort van de associatie van vetmuur en zilvermos (Bryo-Saginetum procumentis).

## Namen in andere talen
- Duits: Niederliegendes Mastkraut, Liegender Knebel
- Engels: Bird-eye pearlwort, Procumbent pearlwort, Spreading pearlwort
- Frans: Sagine couchée